# Матје Марке
Матје Жил Марке (фр. Mathieu Gilles Marquet; Бо Басен, 11. јануар 1994) маурицијуски је пливач чија специјалност су трке слободним и делфин стилом. 

## Спортска каријера
Прво велико такмичење на ком се Матје такмичио биле су Летње олимпијске игре у Лондону 2012. где се такмичио у трци на 200 слободно коју је окончао на претпоследњем 39. месту у квалификацијама. У децембру исте године наступио је и на светском првенству у малим базенима у турском Истанбулу.  
Матје је наступао и на светским првенствима у Риму 2009, Шангају 2011, Барселони 2013, Будимпешти 2017. и Квангџуу 2019. године. 